# Zgromadzenie Demokratyczno-Konstytucyjne
Zgromadzenie Demokratyczno-Konstytucyjne (ar. التجمع الدستوري الديمقراطي at-Tajammu‘ ad-Dustūrī ad-Dīmuqrāṭī, fr. Rassemblement Constitutionnel Démocratique, znana pod skrótem RCD)– rozwiązana tunezyjska centrolewicowa partia polityczna, w latach 1988–2011 była ugrupowaniem rządzącym. 

## Historia
Partia powstała w 1988 roku w wyniku przekształcenia Dusturowskiej Partii Socjalistycznej, na jej czele stanął urzędujący wówczas prezydent Zajn al-Abidin ibn Ali. W polityce gospodarczej realizowała program neoliberalizmu. 9 marca 2011 uległa rozwiązaniu w następstwie rewolucji, która odsunęła od władzy prezydenta ibn Alego oraz rząd premiera Muhammada al-Ghannusziego. Byli działacze partii utworzyli w 2012 roku ugrupowanie Wezwanie Tunezji (zwyciężyło ono w wyborach parlamentarnych w 2014 roku a jego lider Al-Badżi Ka’id as-Sibsi wygrał wybory prezydenckie w tym samym roku).

## Współpraca międzynarodowa
Regularne kontakty z Zgromadzeniem Demokratyczno-Konstytucyjnym utrzymywał Sojusz Lewicy Demokratycznej. Delegacja SLD była systematycznie zapraszana na doroczne konferencje partii Zajna al-Abidina ibn Alego.